# Moulin Roty
Moulin Roty är en fransk tillverkare av leksaker för de yngsta åldrarna.
Moulin Rotys historia går tillbaka till 1972, då ett 30-tal vänner bestämde sig för att starta ett kollektivliknande boende med olika aktiviteter under detta namn. 1975 lanserades två leksaker, och 1980 fick leksakstillverkningen formen av ett tillverkningskooperativ (Société coopérative de production, SCOP). Efter en brand 1988 flyttades leksaksproduktionen till Nort-sur-Erdre.